# 莫利托美憬閣
48°50′43″N 2°15′10″E / 48.845144°N 2.252869°E
莫利托美憬閣（法語：Piscine Molitor）是一座位於法國法蘭西島大區巴黎十六區的一座游泳池和酒店建築。莫利托美憬閣和布洛涅林苑相鄰，地處羅蘭·加洛斯球場和王子公園體育場之間。建築群修建於1929年，由奧運會游泳運動員艾琳·里金、馬修·岡特勒特（Matthew Gauntlet）和約翰尼·維斯穆勒揭幕。游泳池以其裝飾風藝術的設計，以及路易斯·雷德於1946年7月5日在此公開比基尼泳衣而著稱。
1989年，莫利托美憬閣的游泳池停業並關閉。1990年3月27日，游泳池被列入法國歷史遺蹟。此後游泳池按其之前的歷史設計重建。新建築群包括兩座游泳池和一家四星級酒店，在2014年5月開業。

## 歷史
在1920年至1930年，雖然法國的水上休閒活動滯後於英國和德國，但巴黎新建了眾多公共游泳池。由於當時眾多法國家庭沒有自己的浴室，因此公共游泳池還設有盥洗設施。
莫利托美憬閣修建於1929年，設計者是呂西安·波萊（Lucien Pollet），他也設計過另外三個游泳池建築群。建築的設計類似遠洋定期船，並裝飾有路易·巴里埃特設計的裝飾風藝術花窗玻璃。1929年夏季，奧運選手約翰尼·維斯穆勒（他在業餘時間也是一位救生員）正式揭幕了莫利托美憬閣。這座游泳池經常舉辦時裝秀、戲劇表演，並且也作為花樣滑冰訓練場使用。1946年，由路易斯·雷德設計的第一款現代比基尼泳衣在莫利托美憬閣公開，模特由米歇蓮·貝爾納迪尼擔當。莫利托美憬閣最初包括兩座游泳池，一座在室內，另一座在室外，呈T字型。直到1970年代早期，莫利托美憬閣亦作為滑冰場使用。
莫利托美憬閣是呂西安·波萊設計的建築中唯一有兩個泳池的建築，受到了建築家羅伯特·馬萊-斯蒂文斯的啟發。莫利托美憬閣包括一個長33-（108-英尺）的有蓋游泳池，以及一個奧運會級的長50-（160-英尺）的露天游泳池。

### 爭議
1989年，巴黎市政府提出了一個住宅計畫，計劃將游泳池拆除並改建為酒店，其餘部分則改為停車場。1989年8月31日，莫利托美憬閣被關閉。之後有市民成立了「SOS Molitor」，試圖保護這座建築，並在翌年令這座建築得以列入法國歷史遺蹟。2000年8月5日，法國文化部收回了曾授予巴黎市政府的建築許可。在SOS Molitor獲得該建築的所有權後，SOS Molitor成立了一個名為Piscines Molitor的新組織，以籌資修復莫利托美憬閣。

### 重新開發

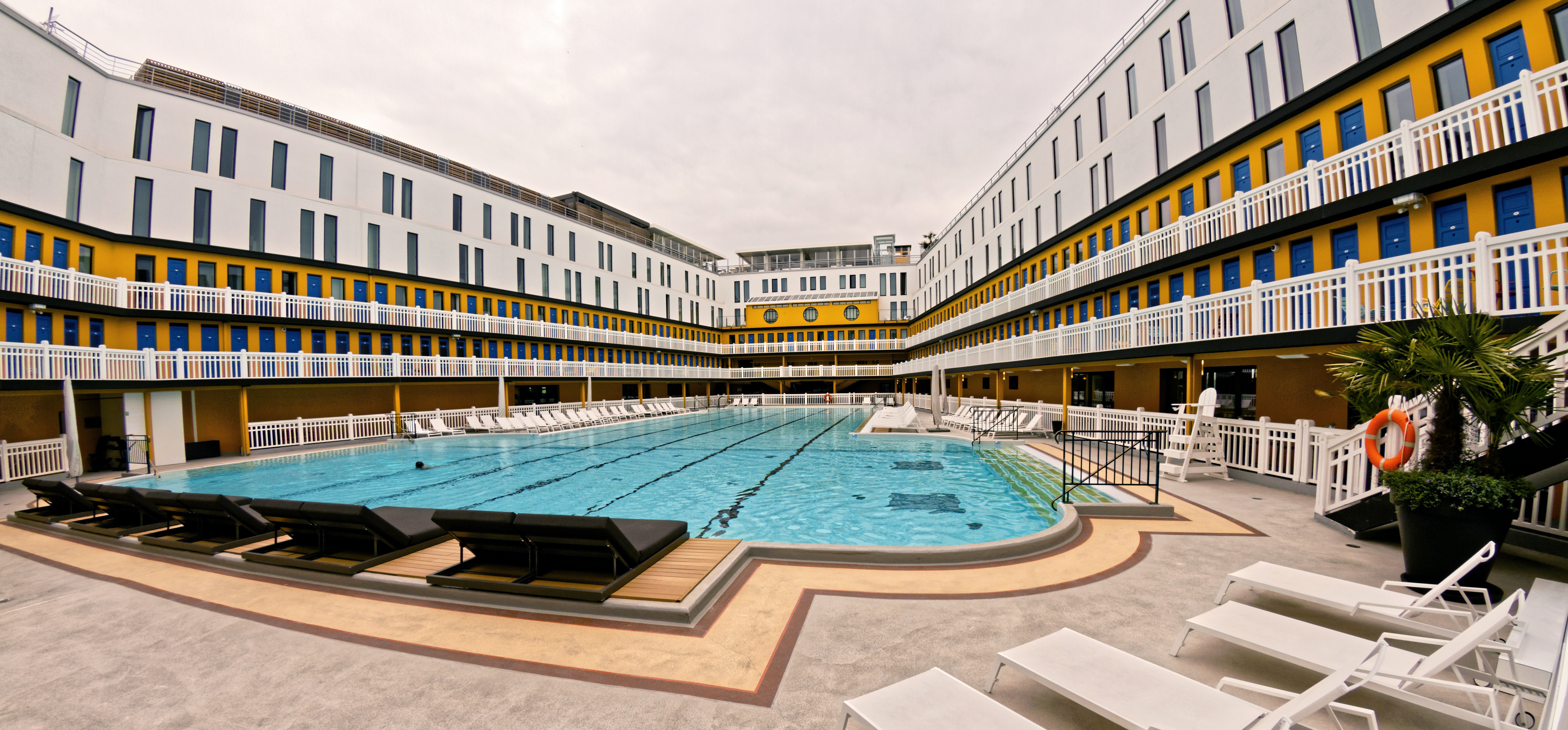
2015年時的莫利托美憬閣

2007年8月，巴黎市長開始接受莫利托美憬閣的翻新工程競標。2007年11月20日，殖民地資本、ICADE和GTM建設三家公司參與競標。時任巴黎市長貝特朗·德拉諾埃表示希望翻新工程能不用稅金執行。2008年10月30日，德拉諾埃宣布殖民地資本-雅高酒店集團-布依格得標。這一集團計劃在2012年使莫利托美憬閣重新開業，但最後在2014年5月19日才重新開業。這一計畫價值6,480萬歐元，租期54年，包括一家四星級酒店、一個健康中心、一個醫療中心，以及商店、餐廳和停車場。

## 外部連結

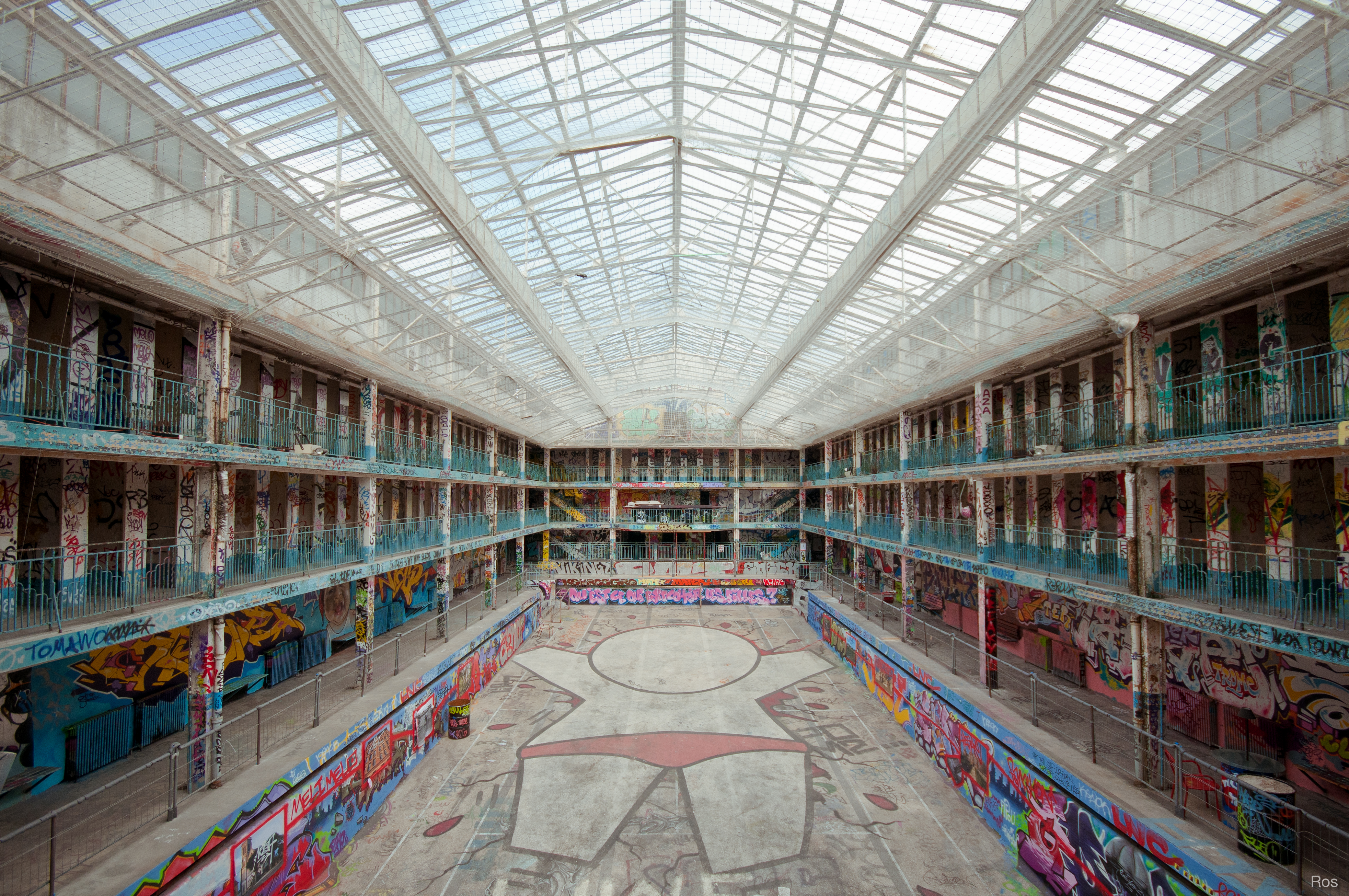
1989年廢棄之後至2013年重新開發之間的莫利托美憬閣

- Legacy of Piscine Molitor （页面存档备份，存于）